# Filipe Ribeiro de Meneses
Filipe Ribeiro de Meneses (Lisboa, 1969) é um historiador português, considerado um dos historiadores de referência sobre o século XX em Portugal. Em 2010, foi escolhido pelo Público como uma das dez figuras portuguesas que marcaram o ano, devido à publicação da biografia de Salazar nesse mesmo ano.
Vive na Irlanda desde jovem, sendo professor na Maynooth University. A sua produção historiográfica é predominantemente centrada na história contemporânea de Portugal.
Meneses formou-se em história e filosofia em 1992, recebendo o doutoramento em 1997, ambos no Trinity College Dublin . A sua tese de doutoramento trata dos governos da Sagrada União e de Sidónio Pais . Em 2017 foi eleito membro da Royal Irish Academy .
Entre a sua obra, contam-se a biografia de Salazar, publicada em 2010, e a de Adelino Amaro da Costa, em 2021.

## Obra publicada
- 2001. Franco and the Spanish Civil War. Londres y Nueva York: Routledge.
- 2004. Portugal 1914–1926. From the First World War to Military Dictatorship. Bristol: Hispanic, Portuguese and Latin American Monographs.
- 2010. Salazar: A Political Biography. Nova York: Enigma Books.
- 2015. A Grande Guerra de Afonso Costa. Lisboa: Publicações Dom Quixote.
- 2018. De Lisboa a La Lys, Publicações Dom Quixote.[8]
- 2021. Adelino Amaro da Costa - Biografia parlamentar.[7]